# Antoniusbründl (Pottenstein)
Koordinaten: 47° 58′ 2,2″ N, 16° 4′ 49,5″ O
Das Antoniusbründl, auch Antoniusbrünnl, ist eine Trinkwasserquelle in der Gemeinde Pottenstein im Bezirk Baden in Niederösterreich. Es wurde am 19. April 1984 (EB Nr. 103; Bezirkshauptmannschaft Baden) unter Naturschutz gestellt.

## Geschichte
Das Antoniusbründl ist ein altes Quellheiligtum. 1763 stand genau über dem Ursprung der Quelle eine Säule mit dem 1755 geweihten Bildnis des heiligen Antonius von Padua. Vermutlich wurde sie von den Minoriten, die die Pfarre Pottenstein betreuten, zu Ehren ihres Ordensheiligen errichtet. 1767 ließ der Müllermeister Antonius Jungmann die erste kleine Kapelle über der Quelle errichten, in der etwa sechs Personen Platz fanden. 1840 ließ der Fabrikant Josef von Schickh neben dem Bründl eine neue Kapelle errichten. Diese wurde im Jahr 1899 durch Albertine Corides, Edle von Krempach restauriert. Sie übernahm gleichzeitig die Verpflichtung zum Erhalt der Kapelle und bestimmte auch ihre Nachfolger, jeweils die aktuellen Besitzer der Villa Nr. 29 (heute „Altes Herrenhaus“) dazu. Im Jahr 1916 brannte die Kapelle in Folge von Funkenflug eines vorbeifahrenden Zuges ab. Die Kapelle wurde im Jahr 1933 durch die „Pottensteiner Wollindustrie AG“ neu aufgebaut und 1946 renoviert.
1979 erfolgte der Abbruch dieser Kapelle. Der Wasserleitungsverband der Triestingtaler- und Südbahngemeinden errichteten im Jahr 1980 eine neue Quellfassung und das Pumpwerk über dem Antoniusbründl. Die Anlage wurde 1982 eingeweiht. Am 19. April 1984 wurde das Antoniusbründl als Naturdenkmal unter Schutz gestellt.

## Hydrogeologie
Die Antoniusquelle hat eine Schüttung von 80 bis 100 Liter Wasser pro Sekunde, das Wasser ist nahezu keimfrei. Das Wasser tritt mit einer Temperatur von 8,5 bis 9 Grad Celsius an die Oberfläche und hat eine Härte von 15 bis 16 Grad dH.

## Flora und Fauna
Im Quellbereich gibt es ein Vorkommen der Brunnenkresse (Nasturtium officinale).